# Rouergue
Rouergue je nekdanja francoska provinca s središčem v Rodezu, na severu omejena z Auvergne, na vzhodu na Gévaudan, na jugu in jugozahodu na Languedoc, na zahodu pa na Quercy. 
Njeno ozemlje, sestavljeno iz grofije Rodez, Haute Marche in Basse Marche, se razteza na površini 9.007 km². Poleg glavnega centra Rodez (38.000 prebivalcev) so pomembnejša urbana središča še v Millauu (23.000 prebivalcev), Decazevillu (17.000 prebivalcev) in Villefranche-de-Rouergueu (13.000 prebivalcev).

### Zgodovina
Po padcu Rimskega cesarstva je ozemlje Rouergua pripadlo različnim vladarjem: leta 472 Vizigotom, 507 Frankom, 512 ponovno Vizigotom, 533 frankovski Avstraziji, 588 Akvitanskemu vojvodstvu.
Leta 768 je Rouergue osvojil frankovski kralj Pipin Mali, deset let kasneje pa ga je njegov naslednik Karel Veliki z osvojitvitvijo Akvitanije predal slednji. Karel Plešasti je ozemlje Rouergua sredi 9. stoletja povzdignil na nivo grofije, naslov grofa pa predal Toulouškemu gospostvu. Ob smrti grofice Jeanne de Toulouse 1271 je Rouergue pripadel Francoskemu kraljestvu.
V času Albižanskih vojn (1208-1249) je bila pokrajina podvržena številnim opustošenjem mest in vasi s strani katolikov in protestantov, premirje je prišlo šele s prihodom Henrika IV.
Na začetku francoske revolucije leta 1790 je bila provinca preoblikovana v departma Aveyron, imenovan po glavni reki, ki teče skozenj. Majhen del njenega ozemlja (kanton Saint-Antonin-Noble-Val) je leta 1808 prešel v novoustanovljeni departma Tarn-et-Garonne.